# Franz Arthur Pahl
Franz Arthur Pahl (Monguelfo, 15 novembre 1949) è un politico italiano, ex membro del Consiglio della Provincia autonoma di Bolzano nella lista della Südtiroler Volkspartei.
È, assieme a Jörg Haider e Eva Klotz, uno dei maggiori fautori dell'autodeterminazione dell'Alto Adige.

## Biografia

### La vita professionale
Dopo aver studiato al ginnasio Pahl ha studiato lingue presso le università di Venezia, Verona e Padova (ha imparato oltre alla sua lingua madre tedesca, l'italiano, l'inglese, il francese, lo spagnolo e il portoghese) e storia. La sua tesi ha affrontato il tema "Storia della Südtiroler Volkspartei". Professionalmente, ha lavorato come insegnante.

### Politica
Pahl ha ottenuto il suo primo incarico politico come segretario nazionale giovanile della Südtiroler Volkspartei dal 1976 al 1979. Nella sua carriera politica è stato accusato di vilipendio alla bandiera d'Italia, dopo che il presidente Bettino Craxi aveva ordinato il suo utilizzo obbligatorio all'esterno delle sedi pubbliche durante le sedute. Egli abbandonò per protesta l'aula nell'istante che fu issata la bandiera italiana.
In un'ottica nazionalistica per la costruzione dell'Euregio Tirolo-Alto Adige-Trentino, l'11 giugno 1993 a Bolzano, in occasione del convegno internazionale intitolato A cinquant'anni dall'Accordo De Gasperi-Gruber, Pahl presenta la sua idea: dove "i confini statali rimangono invariati", ma poi a voce aggiunge "almeno per ora".
Dal 1983 al 2008 è stato deputato nel Consiglio provinciale dell'Alto Adige e allo stesso tempo nella Regione Trentino-Alto Adige. In questi anni, ha lavorato dal 1994 al 1999 come vicepresidente della Regione Trentino-Alto Adige, dal 2001 al 2003 e dal 2006 al 2008 come presidente del Consiglio regionale del Trentino-Alto Adige.
Nell'estate del 2008, Pahl ha protestato con uno sciopero della fame di nove giorni, senza successo contro l'esposizione del lavoro Zuerst die Füße di Martin Kippenberger, esposta presso il Museion di Bolzano. L'opera rappresenta una rana crocifissa che tiene in una mano un uovo e nell'altra un boccale di birra. Egli ha poi ritirato la sua candidatura alle elezioni parlamentari nel 2008 e concluso la sua carriera politica.
Come ex consigliere regionale, egli ha informato di aver ricevuto, assieme a circa altri 130 ex consiglieri, ai sensi delle leggi regionali 6/2012 e 4/2014 circa 1 milione di euro,a titolo di capitalizzazione di quota parte del suo assegno vitalizio, sui conteggi di tale anticipazione vi sono in corso contenziosi giuridici sino alla conclusione dei quali non ha intenzione di effettuare restituzione.
Attualmente, Franz Pahl, ricopre la carica di presidente dell’Associazione degli ex Consiglieri Regionali e Parlamentari Nazionali ed Europei del Trentino Alto Adige.

### Giornalista
Pahl ha ricoperto diverse funzioni giornalistiche nel corso della sua vita. Tra il 1979 e il 1982 era direttore del settimanale Der Tiroler e tra il 1984 e il 1986 era redattore del Südtiroljournal. Tra il 1980 e il 1983 è stato anche redattore della Radio Südtirol e ha scritto negli anni 1997 e 1998 un certo numero di articoli politici sul quotidiano Dolomiten.

### Assistenza umanitaria
Nel 1991 Pahl ha avuto a che fare con aiuti umanitari per i profughi provenienti dalla guerra d'indipendenza croata e la guerra in Bosnia ed Erzegovina che ha costruito nel suo ruolo istituzionale di vice presidente del consiglio nel 1994. Per il suo impegno ha ricevuto numerosi riconoscimenti:
- 1996: Presentazione del Red Kneža Branimira s Orglicom ("Ordine del duca Branimir con catena") da parte del presidente croato Franjo Tuđman il 28 maggio 1996 per gli sforzi umanitari per i profughi nella guerra croata di indipendenza (1991-1995);
- 1997: Il senatore onorario dell'Università di Osijek (Croazia) il 28 giugno 1997;
- 1998: Presentazione del dottorato honoris causa dell'Università di Mostar (Bosnia-Erzegovina) sul terreno: Pro contributo realisandi hominis iuram democratiam, poulorum aequitatem atque pro conservatione nationalis culturalisque populorum identitati ("Per l'impegno per il consolidamento della democrazia, dello stato di diritto, l'uguaglianza dei popoli e la conservazione della identità culturale");
- 2003: cittadino onorario di comuni Mostar Sud e Ovest Mostar nel giugno 2003.

## Pubblicazioni
- Schicksal Südtirol, Bozen, 1979
- Umfrage über die politische Einstellung der Südtiroler, 1983
- Michael Gaismair und seine Zeit, 1984
- Jakob Huter – Wiedertäufer in Tirol, 1990
- Tiroler Einheit jetzt, 1991
- Das Südtiroler Autonomiestatut, 1980
- Europaregion Trentino-Südtirol, 1993
- Die islamische Überrumpelung, 2008